# Ommatius vankampeni
Ommatius vankampeni là một loài ruồi trong họ Asilidae. Ommatius vankampeni được Meijere miêu tả năm 1915. Loài này phân bố ở miền Australasia.